# لیپتس (ناحیه کولین)
لیپتس (به چکی: Lipec) یک منطقهٔ مسکونی در جمهوری چک است که در ناحیه کولین واقع شده‌است.